# بيون جونج سو
بيون جونج سو (بالكورية: 변정수)‏ هي عارضة أزياء وممثلة كورية جنوبية. ولدت يوم 15 أبريل 1974 في سول في كوريا الجنوبية. 

## روابط خارجية
- بيون جونج سو على موقع IMDb (الإنجليزية)
- بيون جونج سو على موقع قاعدة بيانات الفيلم (الإنجليزية)